# Isla San Lucas, Costa Rica
Isla San Lucas är en ö i Costa Rica.   Den ligger i provinsen Puntarenas, i den västra delen av landet, 90 km väster om huvudstaden San José. Arean är 5,0 kvadratkilometer.
Terrängen på Isla San Lucas är platt. Öns högsta punkt är 100 meter över havet. Den sträcker sig 2,7 kilometer i nord-sydlig riktning, och 3,3 kilometer i öst-västlig riktning.